# Charlotte Desmares
Pour les articles homonymes, voir Desmares.
Christine Antoinette Charlotte Desmares, dite la Desmares, surnommée Lolotte, née à Copenhague en 1682 et morte à Saint-Germain-en-Laye le 12 septembre 1753, est une comédienne française.

## Biographie
Fille des comédiens Nicolas Desmares et Louise Jacob, dite mademoiselle d'Ennebault, elle a été formée par sa tante la Champmeslé. Elle débute à seize ans à la Comédie-Française le 30 janvier 1699 dans Oreste et Pylade de Lagrange-Chancel. Au bout de trois mois, son succès lui vaut d’être reçue comme sociétaire où elle va remplacer sa tante décédée l’année précédente. Comme elle, elle jouait aussi bien dans les rôles tragiques tels qu’Hermione dans Andromaque ou Émilie dans Cinna que les rôles de soubrette dans les comédies telles que la Lisette du Légataire universel de Regnard ou la Néréine du Curieux impertinent de Destouches. Elle s’est retirée en 1721.
Elle a été la maîtresse du Grand Dauphin, puis du futur Régent avec qui elle a eu vers 1702 une fille à laquelle il donne le nom d’Angélique de Froissy et qu’il marie au comte Henri François de Ségur. Elle a fini sa vie avec le banquier suisse Antoine Hogguer.
Sa jeune sœur, la Dangeville, était également actrice et sociétaire de la Comédie-Française.
Elle s'est fait construire à Châtillon une somptueuse demeure conservée encore aujourd'hui : la « Folie Desmares ».
En 1724 est achevé à Paris l'hôtel de Villeroy, que lui a fait construire Hogguer.

## Galerie

Portrait présumé de Charlotte Desmares
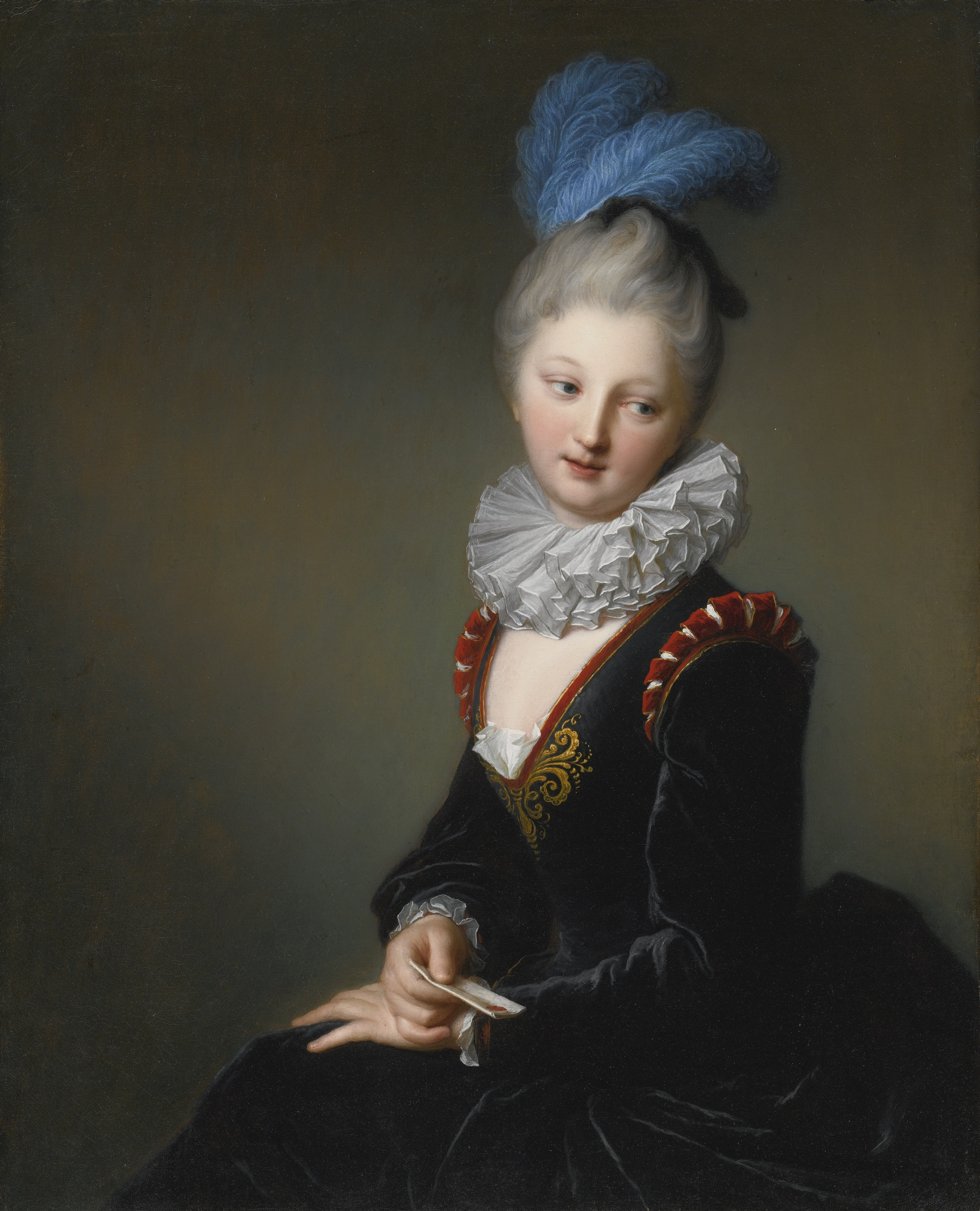
Jean-Baptiste Santerre, Jeune fille au billet doux, 1700s, huile sur toile, collection particuliere
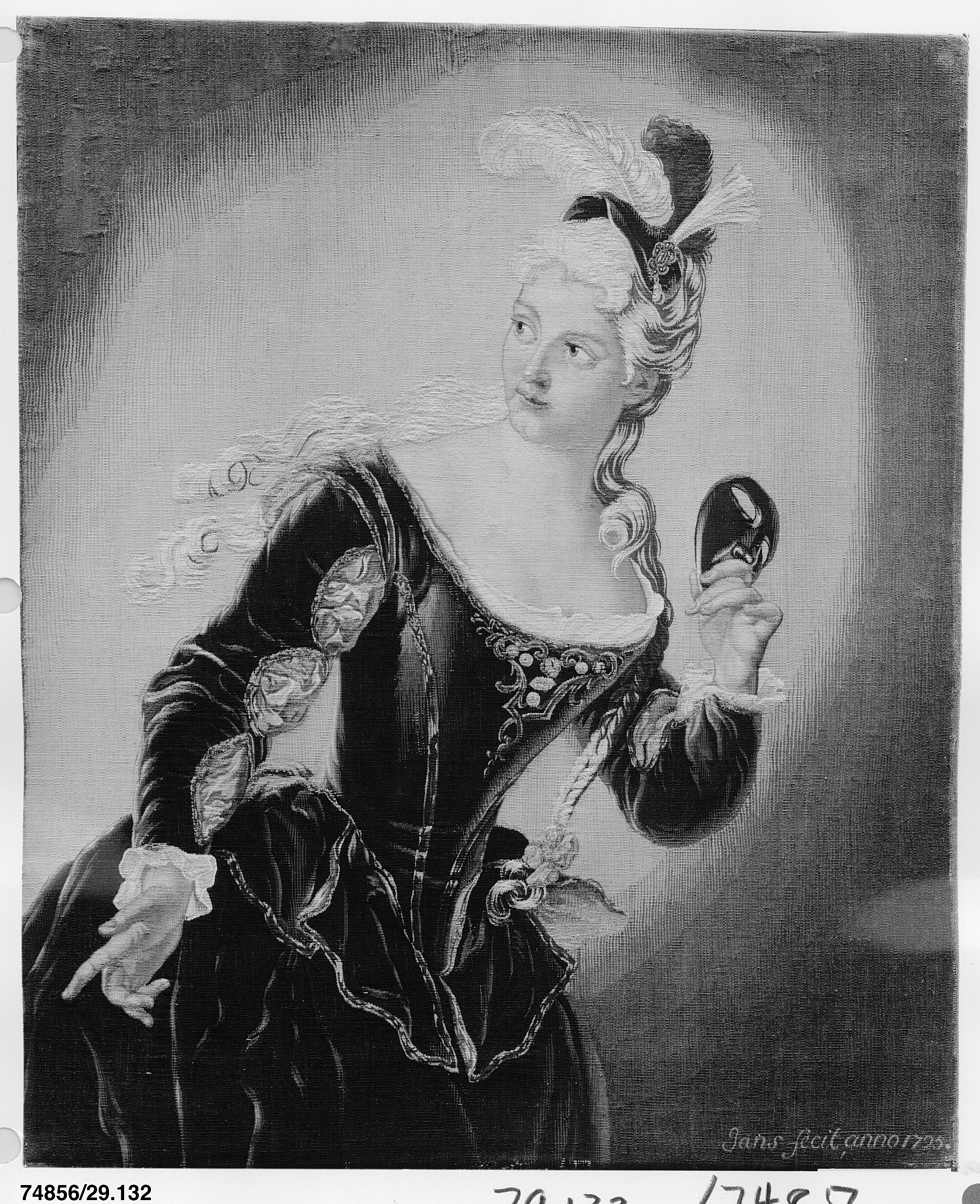
Jean-Jacques Jans d'apres Jean-Baptiste Santerre, Jeune femme tenant un masque, 1725, gobelin, Metropolitan Museum of Art, New York
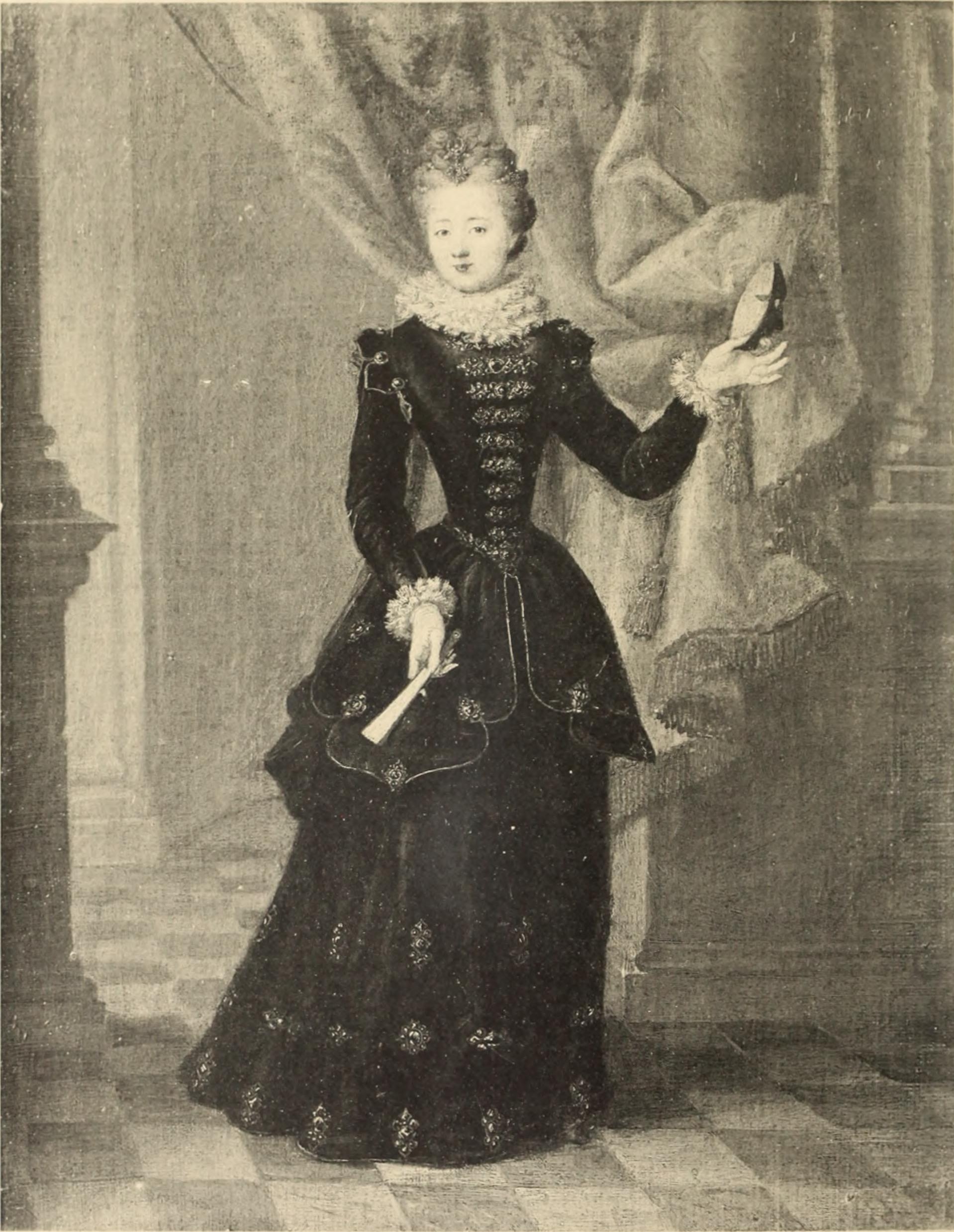
Attribue à Jean Raoux, Portrait de Mlle Desmares, huile sur toile, connu dans la collection d'Arsène Houssaye
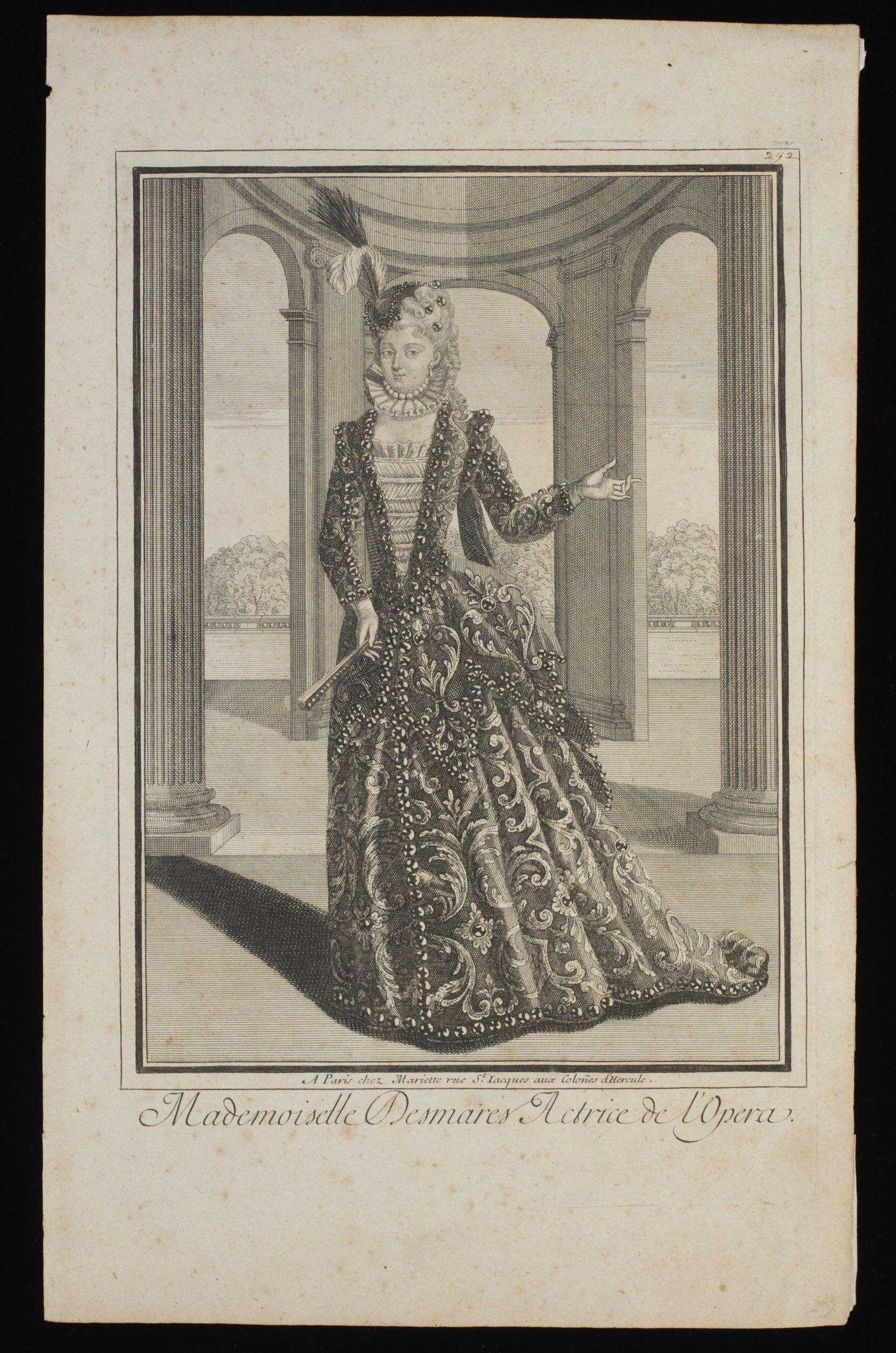
Graveur inconnu, Mademoiselle Desmares, Actrice de l'Opera, debut du 18e siecle, grave d'eau-forte, Victoria and Albert Museum, Londres
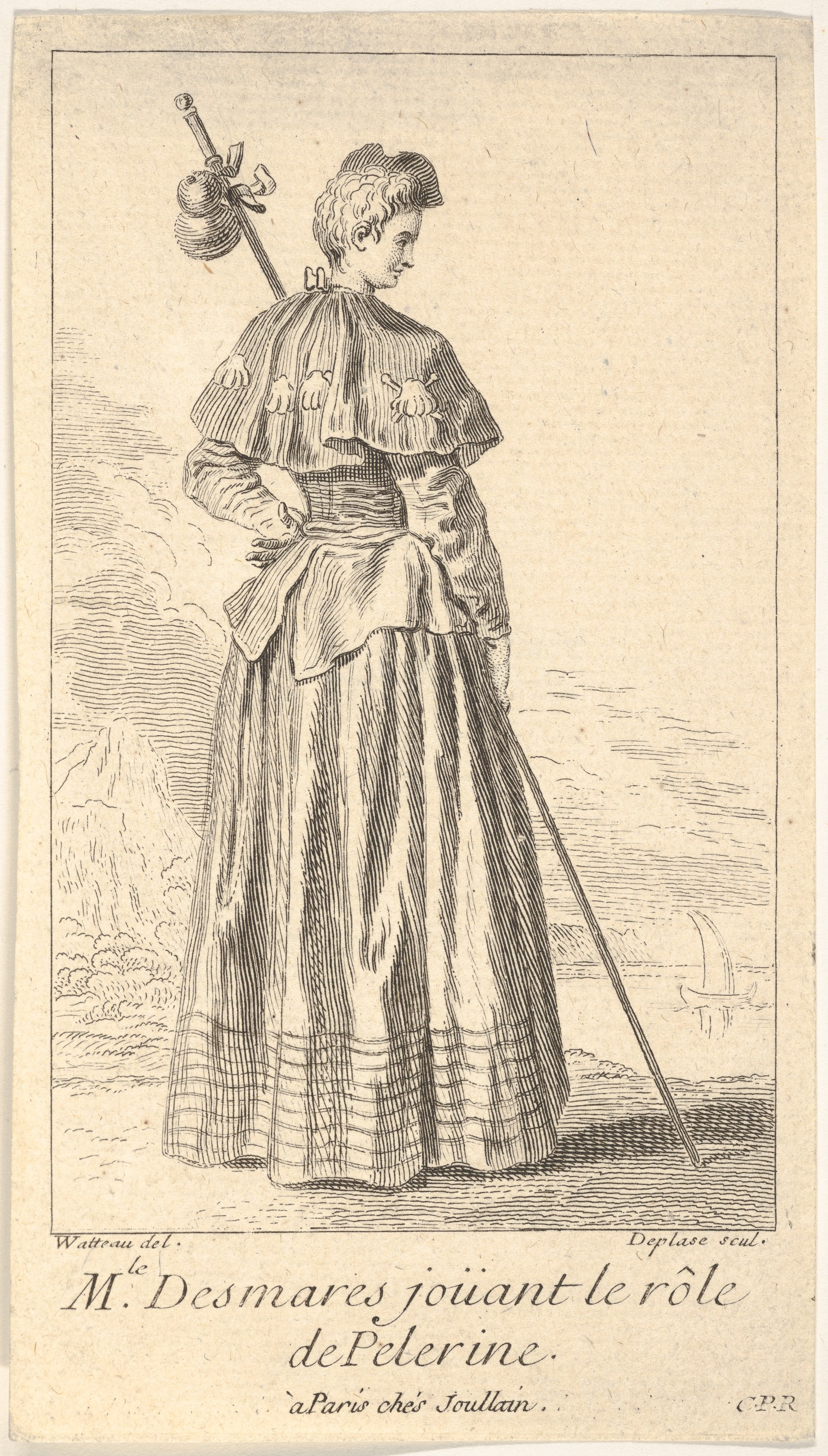
Louis Desplaces d'apres Antoine Watteau, Mlle Desmares joüant le rôle de Pelerine, vers 1710-1720, grave d'eau-forte, Metropolitan Museum of Art, New York
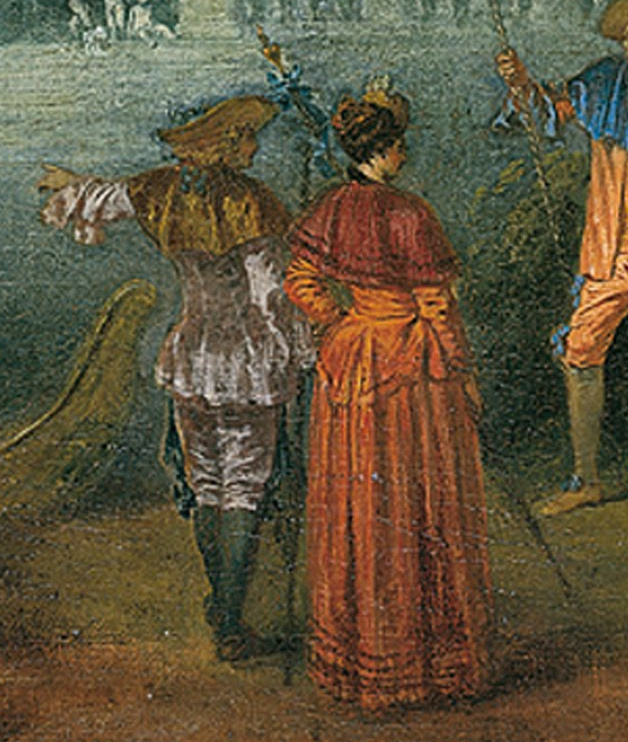
Antoine Watteau, L'Ile de Cythère, vers 1709–1713, huile sur toiles, detail, Musée Städel, Francfort-sur-le-Main
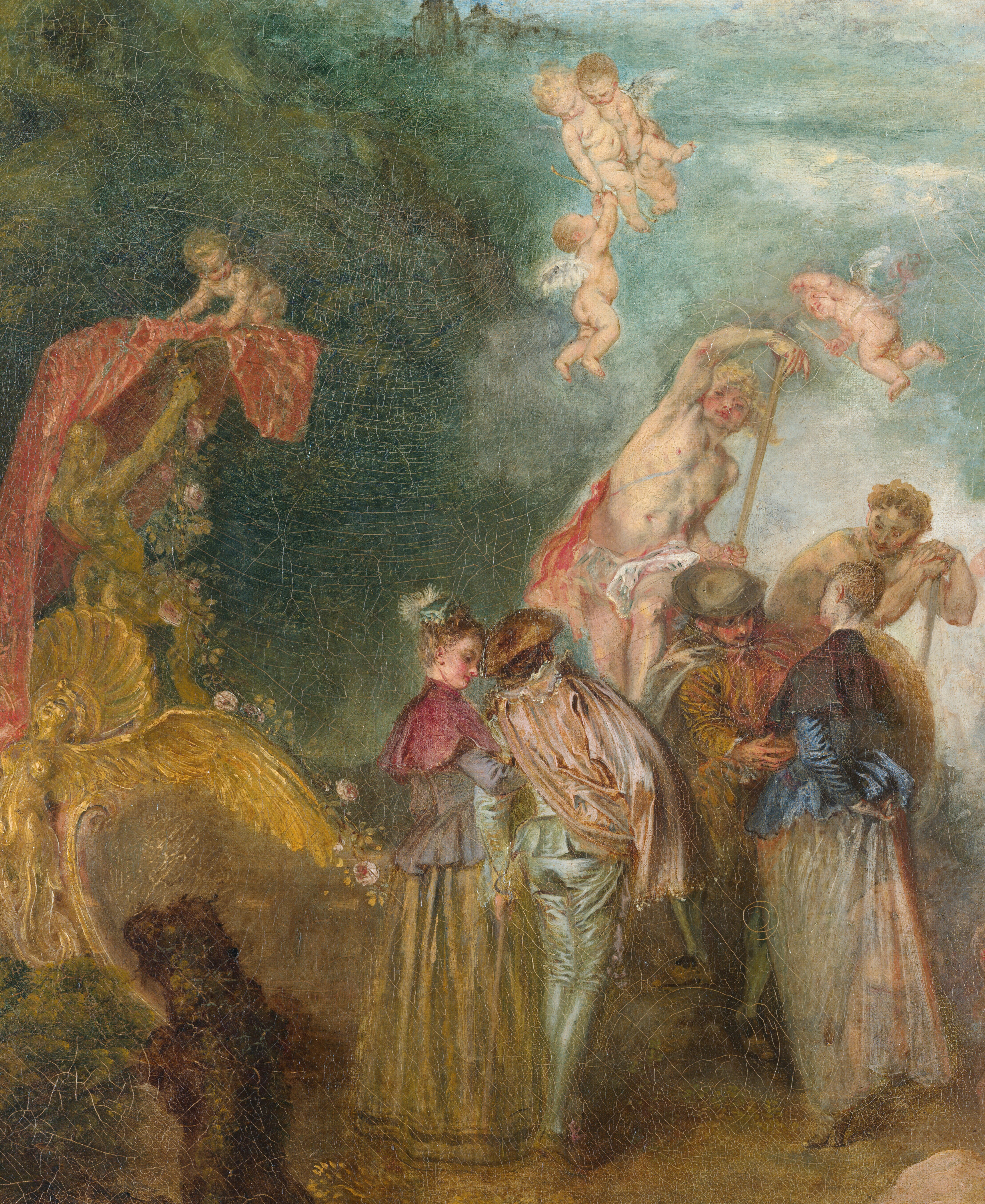
Antoine Watteau, Le Pèlerinage à l'île de Cythère, 1717, huile sur toile, detail, Musée du Louvre, Paris
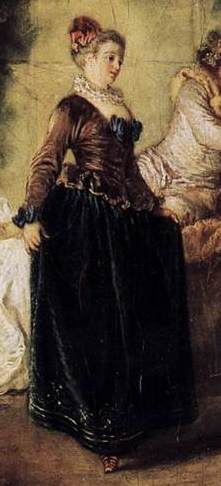
Antoine Watteau, L'Amour au Théatre Français, vers 1715–1716, huile sur toile, detail, Gemäldegalerie, Berlin
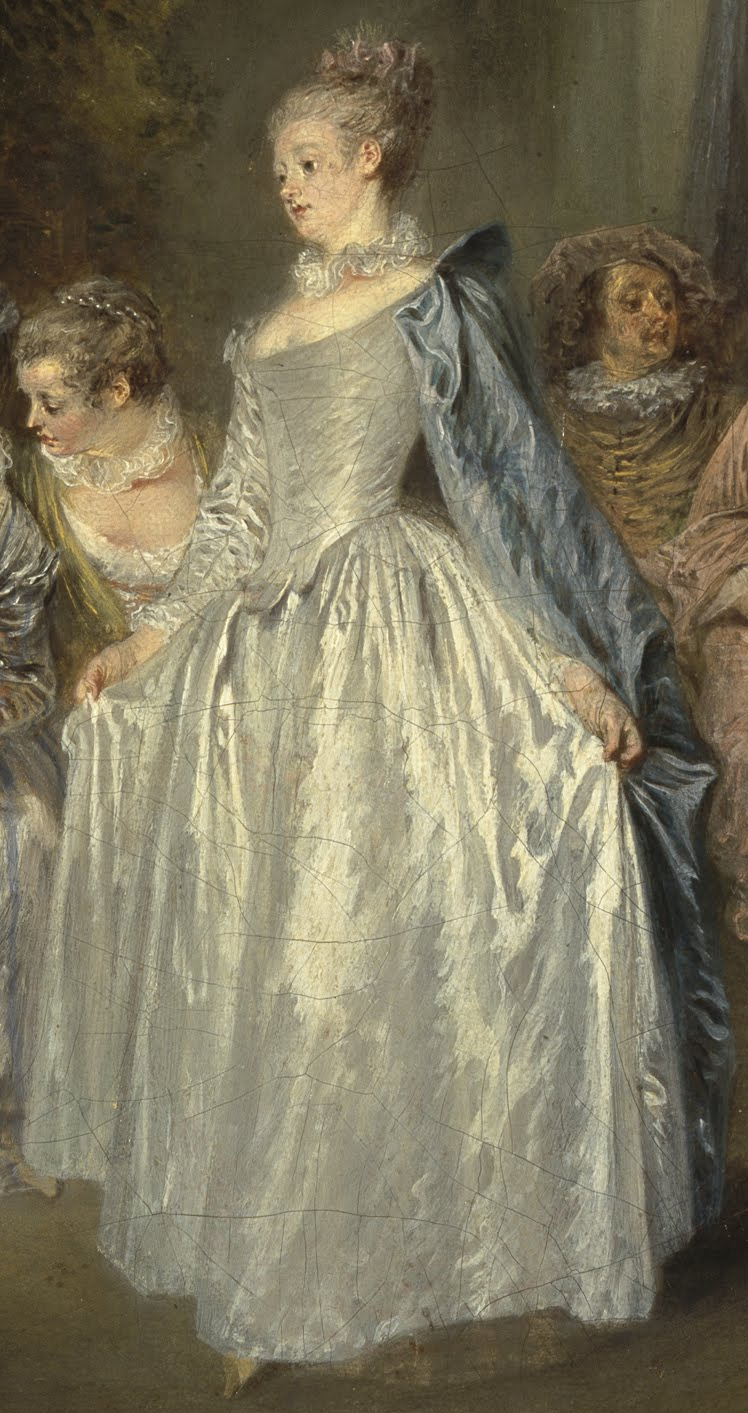
Antoine Watteau, Les Fêtes vénitiennes, vers 1717–1719, huile sur toile, detail, Galerie nationale d'Écosse, Édimbourg
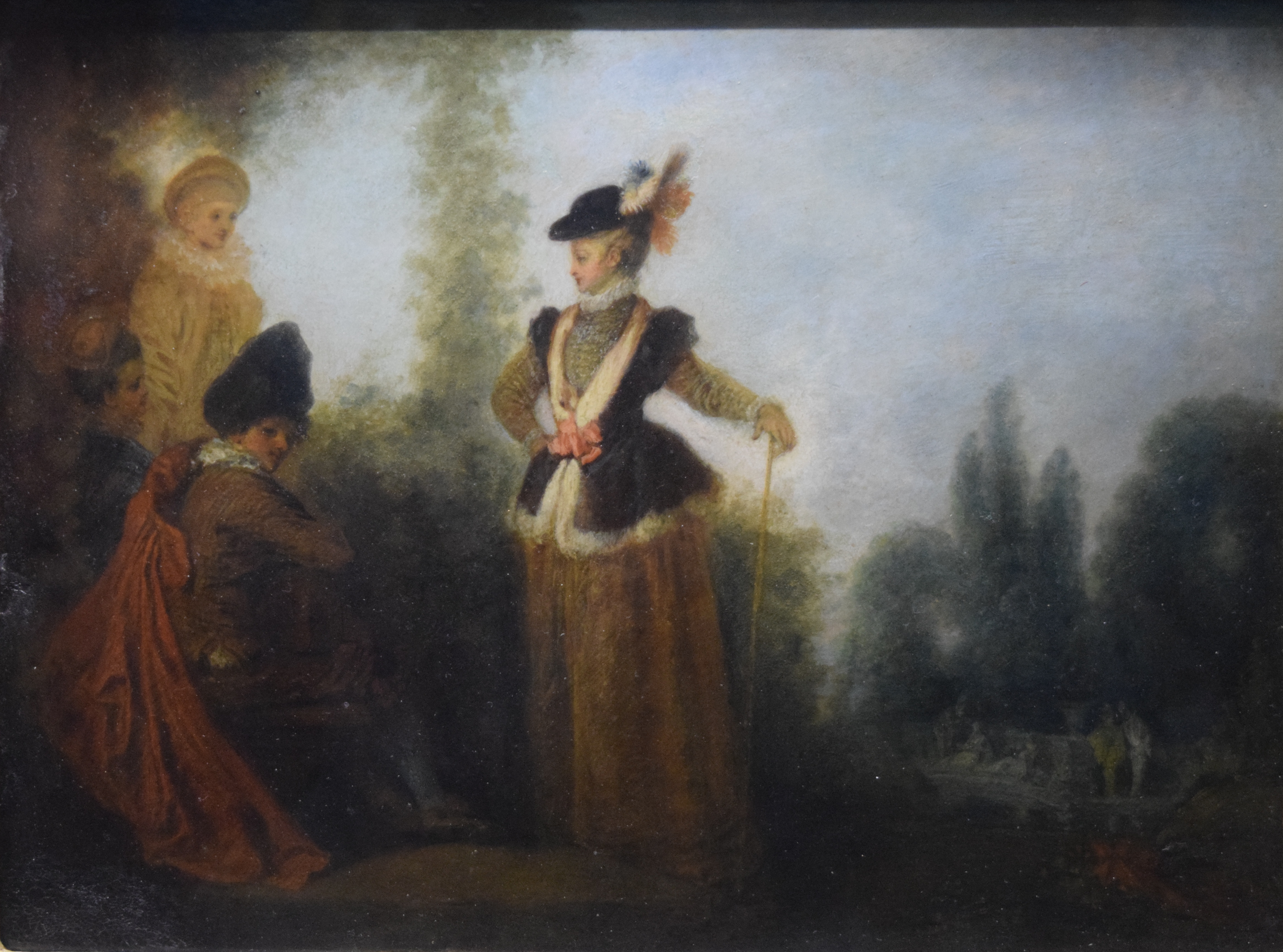
Antoine Watteau, L'Avanturière, vers 1712–1715, huile sur cuivre, Musée Saint-Loup, Troyes
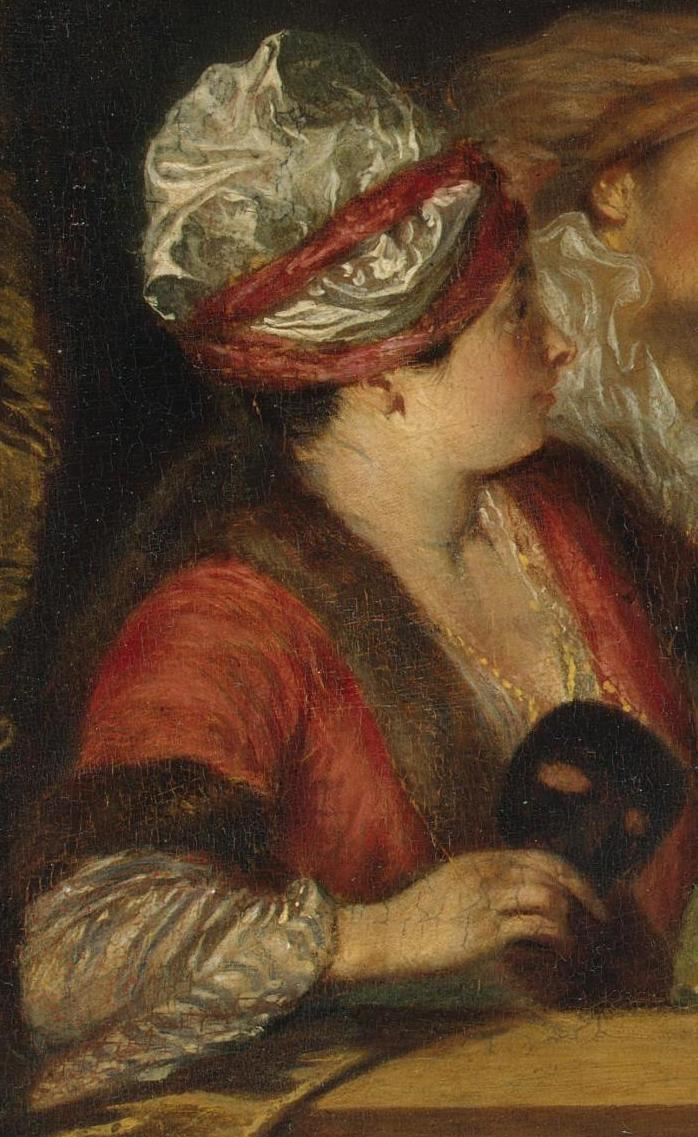
Antoine Watteau, Les Coquettes, dit Les Acteurs de la Comédie-Française, entre 1711 et 1718, huile sur bois, detail, Musée de l'Ermitage, Saint-Pétersbourg
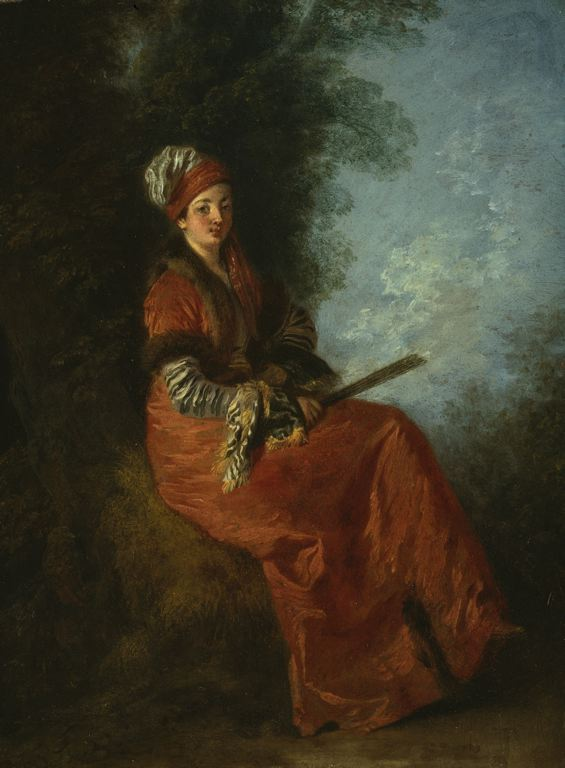
Antoine Watteau, La Rêveuse, entre 1712 et 1717, huile sur bois, Art Institute, Chicago
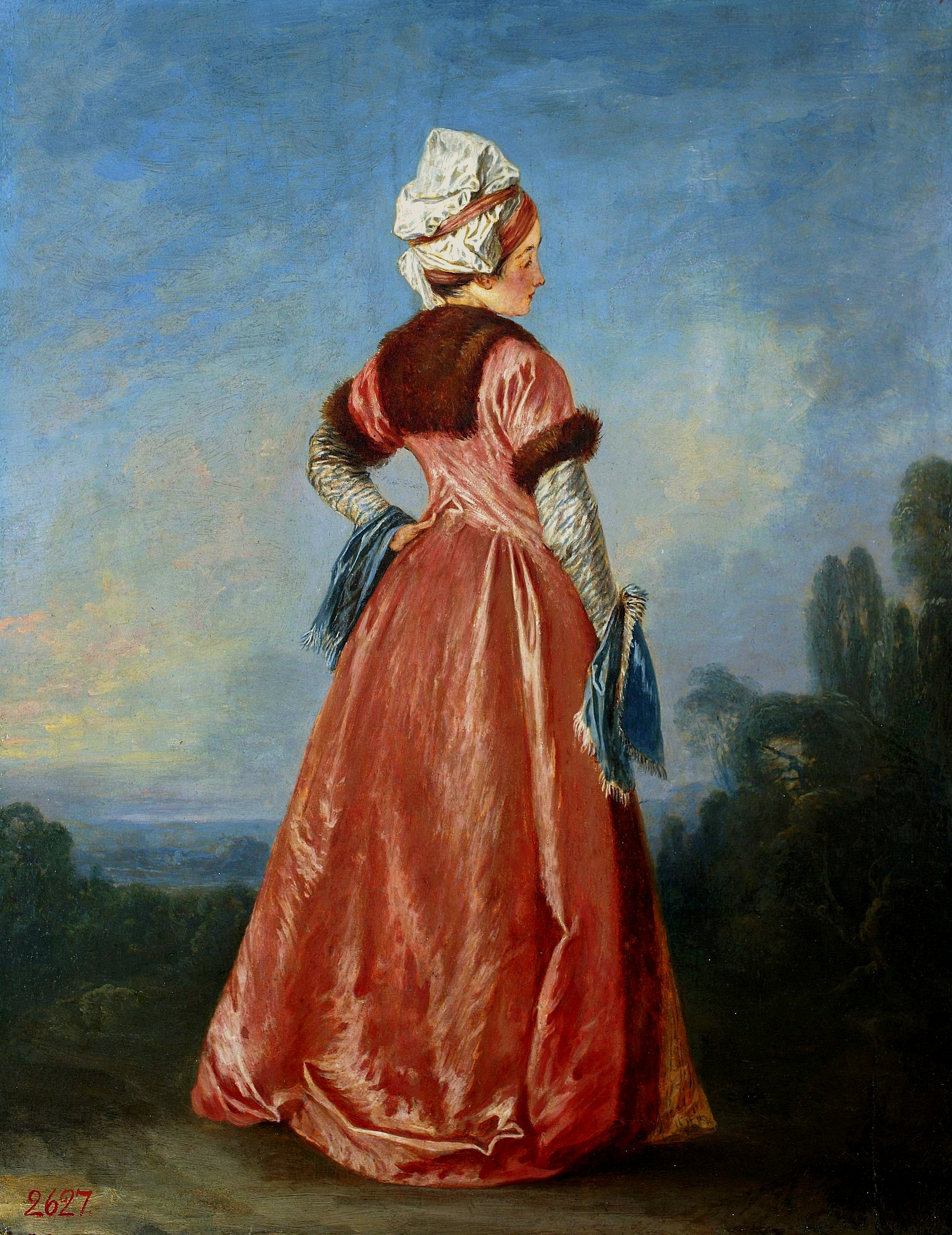
Antoine Watteau (?), La femme polonaise, vers 1710–1730, huile sur bois, Musée national, Varsovie
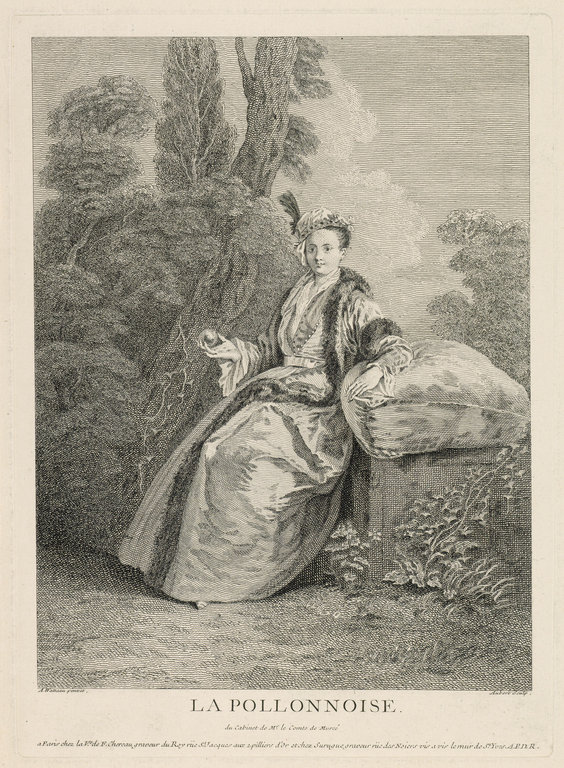
Michel Aubert d'apres Antoine Watteau, La Pollonoise, 1730s, grave d'eau-forte, Musée du Louvre, Paris